# Chrozophora tinctoria
Il tornasole comune (Chrozophora tinctoria (L.) A.Juss.) è una specie della famiglia Euphorbiaceae.
Nell'antichità veniva usata per la produzione del colore  "tornasole", usato nel Medioevo per la produzione dei manoscritti miniati e come colorante nella preparazione dei cibi.